# Anton Reiser (Theologe)

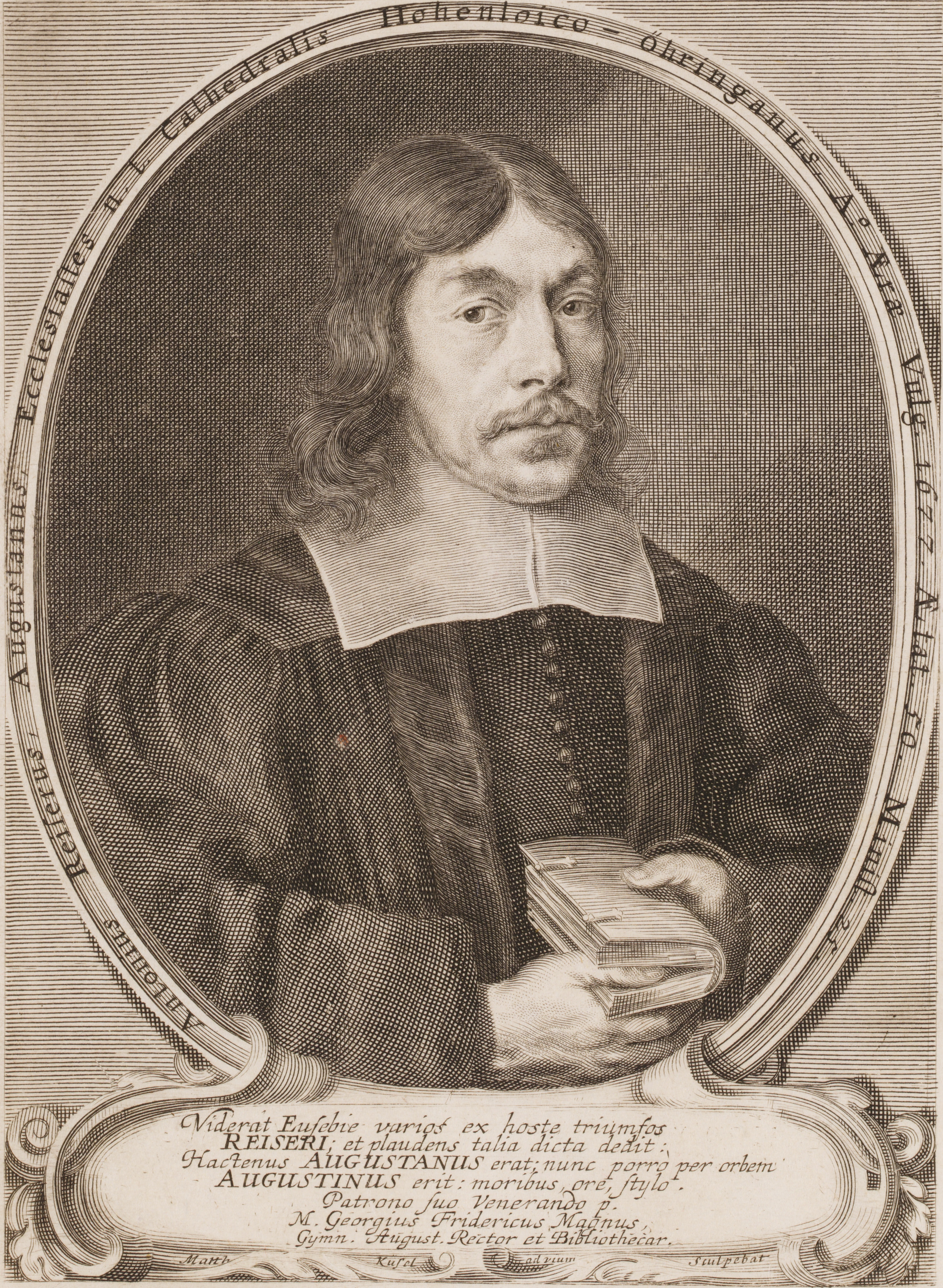
Zeitgenössisches Kupferstich-Porträt Reisers aus seiner Zeit in Öhringen zwischen 1675 und 1678

Anton Reiser, Pseudonyme: Reiner Sionat Ophthalmopolita, Marianus Sertorius (* 7. März 1628 in Augsburg; † 29. April 1686 in Hamburg) war ein deutscher lutherischer Theologe und Hauptpastor an St. Jacobi in Hamburg.

## Leben
Reiser war der Sohn eines Kaufmanns. Seine Mutter war eine Schwester des Pastors Daniel Schmidt (* 11. März 1604 in Augsburg, † 29. Februar 1660 in Preßburg) in Preßburg. Dieser Onkel sowie der gleichfalls mit ihm verwandte Augsburger Prediger Paul Jenisch († 1648) nahmen sich des Jungen nach dem frühen Tode seines Vaters an. Er erhielt in Augsburg zunächst Privatunterricht und besuchte die St. Annenschule. 1646 ging er zum Studium der Theologie an die Universität Straßburg, wo insbesondere Johann Konrad Dannhauer sein Lehrer wurde. Nach vier Jahren in Straßburg wechselte er rasch nacheinander an die Universitäten Tübingen, Gießen und Altdorf; hier wurde er am 29. Juni 1651 Magister.
Durch Vermittlung seines Onkels wurde er 1652 als Diaconus (2. Pfarrer) nach Schemnitz im Königreich Ungarn (heute Banská Štiavnica in der Slowakei) berufen; von hier kam er 1659 als Pastor der Deutschen Evangelischen Kirchengemeinde A.B. nach Pressburg. Nach dreizehn Jahren erfolgreicher Tätigkeit musste er die Stadt verlassen; dies wurde auf Nachstellungen der Jesuiten zurückgeführt. Reiser sollte sogar hingerichtet werden; er wurde dann nach Intervention von Freunden am Hof in Wien begnadigt, musste aber vorerst ohne seine Familie in die Verbannung gehen. Reiser ging gemeinsam mit seinen Amtsbrüdern der Preßburger Kirchengemeinde, David Titius, Valentin Sutorius und Christian Pihringer, am 4. August 1672 unter militärischer Obhut und mit kaiserlichen Pässen versehen in die Verbannung. Sie mussten sich schriftlich verpflichten, niemals ohne besondere Erlaubnis des Kaisers wieder nach Ungarn zurückzukehren. Reisers reiche Bibliothek wurde konfisziert. Auch seine gesamte Habe musste er in Preßburg zurücklassen.
So kam er 1672 wieder nach Augsburg, wo ihm das Rektorat der St. Annenschule übertragen wurde; damit verbunden war das Amt des Stadtbibliothekars. In dieser Eigenschaft legte er den ersten Handschriftenkatalog der heutigen Staats- und Stadtbibliothek Augsburg an. 1675 folgte er einem Rufe des Fürsten von Hohenlohe an die Kirche von Öhringen, und von hier wurde er am 3. November 1678 als Nachfolger des schon 1675 verstorbenen Caspar Mauritius zum Hauptpastor zu St. Jacobi in Hamburg gewählt. Auf der Reise nach Hamburg erwarb sich Reiser im Dezember 1678 in Gießen den Grad eines Lizentiaten der Theologie. In Hamburg wurde er am 3. Januar 1679 vom Senior Gottfried Gese in sein Amt eingeführt. Nach kurzer Amtszeit und nachdem er noch 1683 zum Doktor der Theologie promoviert worden war, starb er 1686 an einem hitzigen Fieber.
Reiser war zweimal verheiratet. Aus der zweiten Ehe überlebten mehrere Kinder den Vater. Der   Johann Christoph Auerbach, zunächst Pastor in Stade, dann seit 1693 in Hamburg, war ein Schwiegersohn.

## Werk
Reiser galt als ein durch umfassende Gelehrsamkeit und ernsten, frommen Eifer ausgezeichneter Theologe. Obwohl streng lutherisch konfessionalistisch denkend, war er ein Freund Philipp Jakob Speners und dem sich formenden Pietismus gegenüber offen. In Hamburg führte er das Kinderexamen ein, das alle vier Wochen abgehalten wurde und eine Vorform des Kindergottesdienstes war. Der damaligen Streitkultur entsprechend verfasste er eine große Anzahl an Streitschriften, unter anderem gegen Katholiken und Reformierte, Quäker und Atheisten.
Aufsehen erregte zunächst ein Streit, in welchen er in Hamburg mit dem reformierten Prediger Christian Pauli († 1696) aus Altona geriet; dabei ging es um die Frage, wie weit die Reformierten berechtigt seien, sich für Bekenner der Augsburgischen Konfession zu halten.
Die größte Nachwirkung hatte jedoch Reisers Kampf gegen Oper und Schauspiel im ersten Hamburgischen Theaterstreit. Kurz bevor er nach Hamburg gekommen war, hatte es hier erste Opernaufführungen gegeben. Reiser ging bei seiner Verwerfung, die er 1681 in der Streitschrift Theatromania auf 400 Seiten darlegte, von dem Gedanken aus, dass die Zeiten zu ernst seien, weil noch an so vielen Orten die evangelischen Glaubensbrüder von Katholiken bedrückt und verfolgt würden, als dass wahre Christen an solchen Lustbarkeiten, die er für Wercke der Finsternis hielt, Freude haben könnten. Er geriet darüber in eine literarische Fehde mit August Wygand, der für Reisers Hauptargument kein Verständnis hatte und ihm mit einer Schrift antwortete, die er Theatrophania betitelte. Reiser fand dann in Johann Winckler, der 1684 als Hauptpastor an St. Michaelis nach Hamburg kam, einen Verbündeten. Winckler hat auch nach Reisers Tod den Kampf fortgesetzt, und in den unruhigen Zeiten, die damals in Hamburg folgten, wurden dann auch Aufführungen von Opern zunächst untersagt, bis sie 1688 wieder aufgenommen wurden.
Die Gleichheit des Namens mit dem Titel und der Hauptfigur des Romans Anton Reiser scheint völlig zufällig zu sein.

## Werke
- Kurtze und einfältige Erwegung/ Wofür Die zum öfftern widerholte/ und der letzten Erklärung deß Römisch-Catholischen Glaubens/ von newem angehengte zwölff Schlußreden Jodoci Keddens/ Loyolitischen Ordens/ uber die Lutherische Religion gestellet/ anzusehen/ und wie man denselben mit gar wenigem begegnen könne. Augspurg: Schultes 1652
- Auffrichtig-vertrauliches Gespräch zwischen Treulieb und Freymund von dem Reformations-Werck zu Preßburg in Ungarn. [S.l.] [1673]
- Index Manuscriptorum Bibliothecae Augustanae Cum Adpendice Duplici, Praemissus Historiae Literariae & Librariae Ibid. [Augsburg]: Goebelius 1675
- Gravamina Non Iniusta: Oder Rechtmässige Beschwerden/ Uber den heute zu Tag sehr zerrütteten Zustand Deß Evangelischen Kirchen-Wesens. M. Antoni Reisers/ von Augspurg/ Der Zeit Hoch-Gräfl. Hohenlohischen Stift-Predigers in Oetingen. Franckfurt am Mayn 1676
- Kleine Bibel/ Oder Spruch-Catechismus/ Das ist/ Außerlesene Sprüche heiliger Schrifft über den Catechismum Lutheri und desselben Hauptstücke/. Franckfurt: Zunner, 1677
- Widerholter Beweis/ Daß die Calvinisch-Reformierte sich der Augsburgischen Confession nicht anmassen können/ so lang sie ihre bisher geführte irrige LehrSätze hartnäckig verthädigen/ wieder Christianum Pauli, der Zeit Calvinisch-Reformierten Prediger zu Altona : Welchem beygefüget ist ein Anhang/ was von der Reformierten Lehrer auß frembder in teutsche Sprache übersetzten Schrifften eigentlich zuhalten sey. Hamburg: Schultz 1680
- Theatromania, Oder Die Wercke Der Finsterniß : In denen öffentlichen Schau-Spielen von den alten Kirchen-Vätern verdammet. Ratzeburg: Nissen 1681
- Roma Non Gloriosa: Oder/ Das Glor-ohnwürdige Rom : In Historischer Prüfung Der von P. Christoff Otten/ Lojoliter-Ordens/ Vorgestellter Lebens-Beschreibung Der Römischen Bischöff und Päbste/ Wegen Ihrer underschiedlichen Lob- und Straffwürdigen Verrichtungen/ [et]c. Ulm: Kühn, 1681
- Cometes Index, Dux & Iudex, Oder Drey Schrifftmässige Cometen-Predigten/ Uber die Wort auß dem dritten Capitel des Salomonischen Prediger-Buchs: Gott thut alles fein zu seiner Zeit/ und lässet der Menschen Hertz sich ängsten/ wie es gehen solle in der Welt; dann der Mensch kan doch nicht treffen das Werck/ das Gott thut/ weder anfang noch ende. [Hamburg] 1681 (Digitalisat)
- Der Gewissen-lose Advocat mit seiner Theatrophonia. Hamburg: Lichtenstein 1682
- L. Antoni Reisers/ Von Augsburg/ der Zeit Pastoris zu S. Jacob in Hamburg/ Fünff Unterschiedliche Schrifften/ Von Seiner und anderer Evangelischer Lehrer vormahls erlittenen Verfolgung in dem Königreich Ungarn : zusammen gedruckt. Hamburg: Völcker 1683
- Anti-Barclaius, id est Examen Apologiae : Quam non ita pridem Robertus Barclaius, Scoto-Britannus, pro Theologia vere Christiana edidit. [Hamburgi]: Schultzius 1683
- D. Martin Luthers und anderer Geistreicher Männer Christliche Lieder und Kirchen-Gesänge auff alle Jahrs-Zeiten und Gelegenheiten gerichtet. Hamburg: Völcker, 1683
- Gewissenshaffte Überzeugung von Nichtigkeit Des wiederholten Beweises/ daß die Calvinisch-Reformirte/ sich der Augspurgischen Confession nicht anmassen können &c. : Wider C. Pauli Anleitung/ wie die der Reformirten Religion zugethane/ sich der Confession/ welche Fürsten und Stände Anno 1530. Kayser Carolo V. zu Augspurg übergeben haben/ sich nicht begeben dörffen ... [S.l.] 1684
- D. Antoni Reisers Pastoris zu St Jacob in Hamburg Gewissenhaffte Verthaidigung Des Wiederholten Beweiß/ Daß die Calvinisch Reformierte sich der Augsburgischen Confession nicht anmassen können/ so lang sie ihre bißher geführte irrige Lehr-Sätze hartnäckig verthaidigen/ wider Christianum Pauli, Calvinisch Reformierten Prediger zu Altona : Subjungitur Adpendix, exhibens Castigationem seriam ... Hamburg: Schultz 1685